# Peter Bosz
Peter Bosz (Apeldoorn, 21 novembre 1963) è un allenatore di calcio, dirigente sportivo ed ex calciatore olandese di origini ungheresi, di ruolo centrocampista, tecnico del PSV.

## Carriera

### Giocatore
Di origini ungheresi, inizia la sua carriera da professionista giocando con la maglia del Vitesse dal 1981 al 1984, dopo essere stato in prestito per la stagione 1984/1985 alla squadra dilettante giovanile AGOVV Apeldoorn. Torna fra i professionisti unendosi al RKC Waalwijk (1985-1988), si trasferisce in Francia al Tolone (1988-1991) e passa successivamente al Feyenoord dove milita dal 1991 al 1996 e vive i maggiori successi della sua carriera vincendo un campionato olandese, tre coppe d'Olanda ed una supercoppa d'Olanda.
Si trasferisce ai giapponesi del JEF United (1996-1997), ai tedeschi dell'Hansa Rostock (1997-1998), torna in Olanda giocando per il NAC Breda (1998-1999) e si ritira alla fine del 1999 dopo essere ritornato al JEF United (1999).

#### Nazionale
Bosz colleziona otto presenze con la maglia della nazionale maggiore Olandese nel corso degli anni novanta e prende parte agli Europei di calcio del '92.

### Allenatore

#### Gli inizi
Dopo essersi ritirato come calciatore, Bosz muove i suoi primi passi da allenatore con i dilettanti dell'AGOVV Apeldoorn, dove ricopre tale ruolo dal 2000 al 2002 e vince nel 2002 il campionato dilettantistico Hoofdklasse.

#### De Graafschap
Diventa professionista allenando il De Graafschap nella stagione 2002-2003. La squadra si classifica ultima al diciottesimo posto della Eredivisie e viene dunque retrocessa in Eerste Divisie.

#### Heracles Almelo
Bosz diventa allenatore dell'Heracles Almelo (2004-2006), vincendo la Eerste Divisie 2004-2005 e di conseguenza ottenendo la promozione in Eredivisie, dove la squadra si classifica al tredicesimo posto, evitando la retrocessione nella stagione 2005-2006.

#### Feyenoord (direttore tecnico)
Nel Luglio 2006, fa il suo ritorno al Feyenoord accettando l'incarico di direttore tecnico. Era suo compito acquistare giocatori per la società, fra i quali spiccano Giovanni van Bronckhorst, Roy Makaay, Tim de Cler, Kevin Hofland e Denny Landzaat. Lascia l'incarico il 14 gennaio 2009 a causa della sua contrarietà all'esonero dell'allenatore Gertjan Verbeek.

#### Ritorno all'Heracles
Nell'estate 2010 Bosz torna ad allenare l'Heracles Almelo, sostituendo proprio Verbeek che nel frattempo si era trasferito all'AZ Alkmaar. La squadra conclude la stagione all'ottava posizione, qualificandosi ai play-off per accedere ai preliminari di Europa League, persi contro il Groninghen a causa delle reti in trasferta.
La squadra arriva al dodicesimo posto nell'Eredivisie 2011-12 e 2012-13, al termine della quale lascia l'incarico.

#### Vitesse
Il 19 giugno 2013, Bosz diventa l'allenatore del Vitesse, firmando un contratto di due anni, assieme all'assistente Hendrie Krüzen che lo segue lasciando l'Heracles. Bosz rimpiazza il precedente allenatore Fred Rutten, il cui contratto era scaduto. Nel novembre del 2013 il Vitesse era primo nel campionato per la prima volta dal 2006, era la prima volta che il Vitesse era in cima escludendo la prima settimana del campionato. A metà campionato dopo la diciassettesima giornata il Vitesse era primo, ma concluse al sesto posto in classifica della Eredivisie 2013-14
La stagione successiva, Bosz allungò il suo contratto fino al 2016. Assieme al direttore tecnico Mohammed Allach, programmò una strategia a lungo termine di cui i settori giovanili del Vitesse sarebbero stati la colonna portante, come anche il miglioramento degli osservatori e la filosofia di un calcio offensivo, propria di Bosz. Nell'Eredivisie 2014-15 il Vitesse si classifica quinto, qualificandosi per i play-off per l'accesso all'Europa League. Eliminando in semifinale il PEC Zwolle ed in finale l'SC Heerenveen, il Vitesse si assicurò l'accesso al terzo turno dei preliminari di UEFA Europa League 2015-16. A fine stagione Bosz fu nominato per il Rinus Michels Award (categoria allenatore professionista dell'anno), che fu infine vinto da Phillip Cocu, allenatore che aveva portato alla vittoria della Eredivisie il PSV Eindhoven.
Nell'Eredivisie 2015-16 il Vitesse si trova al quinto posto in classifica durante la pausa invernale, quando Bosz lascia l'incarico.

#### Maccabi Tel Aviv
Nel gennaio 2016 Bosz viene annunciato come nuovo allenatore dei campioni d'Israele, ovvero del Maccabi Tel Aviv. La squadra termina il campionato al secondo posto. Bosz rinuncia all'incarico nel maggio 2016 per allenare l'AFC Ajax.

#### Ajax
Con il club di Amsterdam firma un contratto triennale, rimpiazzando Frank de Boer. Al suo debutto ufficiale l'Ajax pareggia 1-1 contro il PAOK nella partita d'andata valida per il terzo turno preliminare della UEFA Champions League 2016-17. Si piazza al secondo posto in campionato, perde la finale di Europa League contro il Manchester United per 0-2, mentre in Coppa d’Olanda viene eliminato agli ottavi dal Cambuur.

#### Borussia Dortmund
Il 6 giugno 2017 diventa il nuovo tecnico del Borussia Dortmund, legandosi con i gialloneri fino al 2019. Dopo un ottimo inizio, la squadra crolla e si ritrova al settimo posto a -13 dal Bayern capolista: in conseguenza di ciò, il 10 dicembre viene esonerato dopo la sconfitta casalinga contro il Werder Brema, in quel momento penultimo in classifica.

#### Bayer Leverkusen
Il 23 dicembre 2018 diventa il nuovo allenatore del Bayer Leverkusen al posto dell'esonerato Heiko Herrlich. Viene eliminato dall’Europa League ai sedicesimi per mano del Krasnodar e dalla Coppa di Germania agli ottavi dal modesto Heidenheim della Zweite Liga mentre in Bundesliga arriva quarto qualificandosi per la Champions, competizione dalla quale uscirà già ai gironi arrivando terzo dietro Juventus e Atletico Madrid. Nel 2019/2020 arriva poi fino ai quarti in Europa League, venendo eliminato dall’Inter (2-1), in Bundesliga arriva quinto a due punti dal quarto posto non qualificandosi per la Champions mentre perde la finale della Coppa di Germania contro il Bayern Monaco (2-4). Il 23 marzo 2021, in seguito alla sconfitta con l’Hertha Berlino, viene sollevato dall’incarico con la squadra lontana dalla zona Champions e già eliminata ai sedicesimi di Europa League per mano dello Young Boys.

#### Olympique Lione
Il 29 maggio dello stesso anno firma un contratto biennale con l’Olympique Lione. In Ligue 1 2021-2022 arriva ottavo mentre in Europa League la sua squadra viene eliminata dal West Ham Utd ai quarti.
Il 9 ottobre 2022 viene esonerato insieme al suo vice Rob Maas, venendo sostituito da Laurent Blanc.

#### PSV
Il 12 giugno 2023 fa ritorno in patria firmando un contratto triennale con il PSV. Il 4 agosto vince la Supercoppa olandese battendo 1-0 il Feyenoord. Inizia il campionato con 17 vittorie su 17 (media gol di 3.47), unica squadra in Europa a riuscirci in questa stagione; la striscia positiva si interrompe il 21 gennaio 2024 con l’1-1 contro l’Utrecht. In Coppa d'Olanda esce agli ottavi per mano del Feyenoord; in Champions invece, dopo aver superato il girone da secondo dietro all'Arsenal, viene eliminato dal Borussia Dortmund agli ottavi. A fine stagione vince con i biancorossi il campionato olandese, il 25° del club, con 29 vittorie, 4 pareggi e una sola sconfitta.
Inizia la stagione seguente con la sconfitta in Supercoppa contro il Feyenoord cui segue una serie di 10 vittorie consecutive, striscia interrotta dalla sconfitta con l’Ajax del 2 novembre 2024. Proprio i lancieri riescono a scavalcare e distaccare di 9 punti il PSV a 5 turni dal termine. Tuttavia quando mancano 2 giornate al termine la distanza si è ridotta a un solo punto e alla penultima giornata il PSV riesce a sorpassare i rivali per poi vincere il campionato all’ultima giornata. Diverso è il cammino nelle coppe: in Coppa d’Olanda il PSV si ferma in semifinale venendo eliminato dal Go Ahead Eagles mentre in Champions si ferma agli ottavi perdendo con l’Arsenal.

## Statistiche

### Cronologia presenze e reti in nazionale
| Cronologia completa delle presenze e delle reti in nazionale ― Paesi Bassi | Cronologia completa delle presenze e delle reti in nazionale ― Paesi Bassi | Cronologia completa delle presenze e delle reti in nazionale ― Paesi Bassi | Cronologia completa delle presenze e delle reti in nazionale ― Paesi Bassi | Cronologia completa delle presenze e delle reti in nazionale ― Paesi Bassi | Cronologia completa delle presenze e delle reti in nazionale ― Paesi Bassi | Cronologia completa delle presenze e delle reti in nazionale ― Paesi Bassi | Cronologia completa delle presenze e delle reti in nazionale ― Paesi Bassi |
| Data                                                                       | Città                                                                      | In casa                                                                    | Risultato                                                                  | Ospiti                                                                     | Competizione                                                               | Reti                                                                       | Note                                                                       |
| -------------------------------------------------------------------------- | -------------------------------------------------------------------------- | -------------------------------------------------------------------------- | -------------------------------------------------------------------------- | -------------------------------------------------------------------------- | -------------------------------------------------------------------------- | -------------------------------------------------------------------------- | -------------------------------------------------------------------------- |
| 4-12-1991                                                                  | Salonicco                                                                  | Grecia                                                                     | 0 – 2                                                                      | Paesi Bassi                                                                | Qual. Euro 1992                                                            | -                                                                          | 85’                                                                        |
| 12-2-1992                                                                  | Faro                                                                       | Portogallo                                                                 | 2 – 0                                                                      | Paesi Bassi                                                                | Qual. Euro 1992                                                            | -                                                                          | 46’                                                                        |
| 25-3-1992                                                                  | Amsterdam                                                                  | Paesi Bassi                                                                | 2 – 0                                                                      | Jugoslavia                                                                 | Amichevole                                                                 | -                                                                          | 84’                                                                        |
| 27-5-1992                                                                  | Sittard                                                                    | Paesi Bassi                                                                | 3 – 2                                                                      | Austria                                                                    | Amichevole                                                                 | -                                                                          | 87’                                                                        |
| 30-5-1992                                                                  | Utrecht                                                                    | Paesi Bassi                                                                | 4 – 0                                                                      | Galles                                                                     | Amichevole                                                                 | -                                                                          | 64’                                                                        |
| 18-6-1992                                                                  | Göteborg                                                                   | Germania                                                                   | 1 – 3                                                                      | Paesi Bassi                                                                | Euro 1992 - 1º turno                                                       | -                                                                          | 87’                                                                        |
| 22-2-1995                                                                  | Amsterdam                                                                  | Paesi Bassi                                                                | 0 – 1                                                                      | Portogallo                                                                 | Amichevole                                                                 | -                                                                          |                                                                            |
| 26-4-1995                                                                  | Praga                                                                      | Rep. Ceca                                                                  | 3 – 1                                                                      | Paesi Bassi                                                                | Qual. Euro 1996                                                            | -                                                                          | 46’                                                                        |
| Totale                                                                     |                                                                            | Presenze                                                                   | 8                                                                          |                                                                            | Reti                                                                       | 0                                                                          |                                                                            |

### Statistiche da allenatore
Statistiche aggiornate al 18 maggio 2025.  In grassetto le competizioni vinte.
| Stagione                | Squadra                 | Campionato              | Campionato | Campionato | Campionato | Campionato | Coppe nazionali | Coppe nazionali | Coppe nazionali | Coppe nazionali | Coppe nazionali | Coppe continentali | Coppe continentali | Coppe continentali | Coppe continentali | Coppe continentali | Altre coppe | Altre coppe | Altre coppe | Altre coppe | Altre coppe | Totale | Totale | Totale | Totale | % Vittorie | Piazzamento |
| Stagione                | Squadra                 | Comp                    | G          | V          | N          | P          | Comp            | G               | V               | N               | P               | Comp               | G                  | V                  | N                  | P                  | Comp        | G           | V           | N           | P           | G      | V      | N      | P      | %          | Piazzamento |
| ----------------------- | ----------------------- | ----------------------- | ---------- | ---------- | ---------- | ---------- | --------------- | --------------- | --------------- | --------------- | --------------- | ------------------ | ------------------ | ------------------ | ------------------ | ------------------ | ----------- | ----------- | ----------- | ----------- | ----------- | ------ | ------ | ------ | ------ | ---------- | ----------- |
| 2002-2003               | De Graafschap           | ED                      | 34         | 6          | 5          | 23         | CO              | 6               | 4               | 1               | 1               | -                  | -                  | -                  | -                  | -                  | -           | -           | -           | -           | -           | 40     | 10     | 6      | 24     | 25,00      | 18º (retr.) |
| 2004-2005               | Heracles Almelo         | EE                      | 36         | 23         | 6          | 7          | CO              | 3               | 2               | 0               | 1               | -                  | -                  | -                  | -                  | -                  | -           | -           | -           | -           | -           | 39     | 25     | 6      | 8      | 64,10      | 1º (prom.)  |
| 2005-2006               | Heracles Almelo         | ED                      | 34+2       | 11+1       | 6+0        | 17+1       | CO              | 1               | 1               | 0               | 0               | -                  | -                  | -                  | -                  | -                  | -           | -           | -           | -           | -           | 37     | 13     | 6      | 18     | 35,14      | 13º         |
| 2010-2011               | Heracles Almelo         | ED                      | 34+2       | 14+1       | 7+0        | 13+1       | CO              | 2               | 1               | 0               | 1               | -                  | -                  | -                  | -                  | -                  | -           | -           | -           | -           | -           | 38     | 16     | 7      | 15     | 42,11      | 8º          |
| 2011-2012               | Heracles Almelo         | ED                      | 34         | 11         | 7          | 16         | CO              | 6               | 5               | 0               | 1               | -                  | -                  | -                  | -                  | -                  | -           | -           | -           | -           | -           | 40     | 16     | 7      | 17     | 40,00      | 12º         |
| 2012-2013               | Heracles Almelo         | ED                      | 34         | 9          | 11         | 14         | CO              | 4               | 3               | 0               | 1               | -                  | -                  | -                  | -                  | -                  | -           | -           | -           | -           | -           | 38     | 12     | 11     | 15     | 31,58      | 12º         |
| Totale Heracles         | Totale Heracles         | Totale Heracles         | 176        | 70         | 37         | 69         |                 | 16              | 12              | 0               | 4               |                    | -                  | -                  | -                  | -                  |             | -           | -           | -           | -           | 192    | 82     | 37     | 73     | 42,71      |             |
| 2013-2014               | Vitesse                 | ED                      | 34+2       | 15         | 10         | 11         | CO              | 3               | 2               | 0               | 1               | UEL                | 2                  | 0                  | 1                  | 1                  | -           | -           | -           | -           | -           | 41     | 17     | 11     | 13     | 41,46      | 6º          |
| 2014-2015               | Vitesse                 | ED                      | 34+4       | 16+2       | 10+2       | 8          | CO              | 4               | 3               | 0               | 1               | -                  | -                  | -                  | -                  | -                  | -           | -           | -           | -           | -           | 42     | 21     | 12     | 9      | 50,00      | 5º          |
| 2015-gen. 2016          | Vitesse                 | ED                      | 17         | 8          | 4          | 5          | CO              | 1               | 0               | 0               | 1               | UEL                | 2                  | 0                  | 0                  | 2                  | -           | -           | -           | -           | -           | 20     | 8      | 4      | 8      | 40,00      | Dimis.      |
| Totale Vitesse          | Totale Vitesse          | Totale Vitesse          | 91         | 41         | 26         | 24         |                 | 8               | 5               | 0               | 3               |                    | 4                  | 0                  | 1                  | 3                  |             | -           | -           | -           | -           | 103    | 46     | 27     | 30     | 44,66      |             |
| gen.-giu. 2016          | Maccabi Tel Aviv        | LhA                     | 19         | 12         | 7          | 0          | CI+CdL          | 6               | 5               | 0               | 1               | UCL+UEL            | -                  | -                  | -                  | -                  | -           | -           | -           | -           | -           | 25     | 17     | 7      | 1      | 68,00      | Sub. 2º     |
| 2016-2017               | Ajax                    | ED                      | 34         | 25         | 6          | 3          | CO              | 3               | 2               | 0               | 1               | UCL+UEL            | 4+15               | 1+8                | 2+3                | 1+4                | -           | -           | -           | -           | -           | 56     | 36     | 11     | 9      | 64,29      | 2º          |
| lug.-dic. 2017          | Borussia Dortmund       | BL                      | 15         | 6          | 4          | 5          | CG              | 2               | 2               | 0               | 0               | UCL+UEL            | 6+0                | 0                  | 2                  | 4                  | SG          | 1           | 0           | 1           | 0           | 24     | 8      | 7      | 9      | 33,33      | Eson.       |
| dic. 2018-2019          | Bayer Leverkusen        | BL                      | 17         | 11         | 1          | 5          | CG              | 1               | 0               | 0               | 1               | UEL                | 2                  | 0                  | 2                  | 0                  | -           | -           | -           | -           | -           | 20     | 11     | 3      | 6      | 55,00      | Sub. 4º     |
| 2019-2020               | Bayer Leverkusen        | BL                      | 34         | 19         | 6          | 9          | CG              | 6               | 5               | 0               | 1               | UCL+UEL            | 6+5                | 2+4                | 0+0                | 4+1                | -           | -           | -           | -           | -           | 51     | 30     | 6      | 15     | 58,82      | 5º          |
| 2020-mar. 2021          | Bayer Leverkusen        | BL                      | 26         | 11         | 7          | 8          | CG              | 3               | 2               | 0               | 1               | UEL                | 8                  | 5                  | 0                  | 3                  | -           | -           | -           | -           | -           | 37     | 18     | 7      | 12     | 48,65      | Eson.       |
| Totale Bayer Leverkusen | Totale Bayer Leverkusen | Totale Bayer Leverkusen | 77         | 41         | 14         | 22         |                 | 10              | 7               | 0               | 3               |                    | 21                 | 11                 | 2                  | 8                  |             | -           | -           | -           | -           | 108    | 59     | 16     | 33     | 54,63      |             |
| 2021-2022               | Olympique Lione         | L1                      | 38         | 17         | 11         | 10         | CF              | 0               | 0               | 0               | 0               | UEL                | 10                 | 6                  | 3                  | 1                  | -           | -           | -           | -           | -           | 48     | 23     | 14     | 11     | 47,92      | 8°          |
| ago.-ott. 2022          | Olympique Lione         | L1                      | 10         | 4          | 2          | 4          | CF              | 0               | 0               | 0               | 0               | -                  | -                  | -                  | -                  | -                  | -           | -           | -           | -           | -           | 10     | 4      | 2      | 4      | 40,00      | Eson.       |
| Totale Olympique Lione  | Totale Olympique Lione  | Totale Olympique Lione  | 48         | 21         | 13         | 14         |                 | 0               | 0               | 0               | 0               |                    | 10                 | 6                  | 3                  | 1                  |             | -           | -           | -           | -           | 58     | 27     | 16     | 15     | 46,55      |             |
| 2023-2024               | PSV                     | ED                      | 34         | 29         | 4          | 1          | CO              | 2               | 1               | 0               | 1               | UCL                | 12                 | 5                  | 5                  | 2                  | SO          | 1           | 1           | 0           | 0           | 49     | 36     | 9      | 4      | 73,47      | 1º          |
| 2024-2025               | PSV                     | ED                      | 34         | 25         | 4          | 5          | CO              | 4               | 3               | 0               | 1               | UCL                | 12                 | 5                  | 3                  | 4                  | SO          | 1           | 0           | 1           | 0           | 51     | 33     | 8      | 10     | 64,71      | 1º          |
| Totale PSV              | Totale PSV              | Totale PSV              | 68         | 54         | 8          | 6          |                 | 6               | 4               | 0               | 2               |                    | 24                 | 10                 | 8                  | 6                  |             | 2           | 1           | 1           | 0           | 100    | 69     | 17     | 14     | 69,00      |             |
| Totale carriera         | Totale carriera         | Totale carriera         | 562        | 276        | 120        | 166        |                 | 57              | 41              | 1               | 15              |                    | 84                 | 36                 | 21                 | 27                 |             | 3           | 1           | 2           | 0           | 706    | 354    | 144    | 208    | 50,14      |             |

## Palmarès

### Giocatore
- Campionato olandese: 1

Feyenoord: 1992-1993
- Coppa dei Paesi Bassi: 3

Feyenoord: 1991-1992, 1993-1994, 1994-1995
- Supercoppa dei Paesi Bassi: 1

Feyenoord: 1991

### Allenatore

#### Club
- Hoofdklasse: 1

AGOVV Apeldoorn: 2001-2002
- Eerste Divisie: 1

Heracles Almelo: 2004-2005
- Campionato olandese: 2

PSV: 2023-2024, 2024-2025
- Supercoppa dei Paesi Bassi: 2

PSV: 2023, 2025

#### Individuale
- Rinus Michels Award: 2

2017, 2024